# میشا گابریل
میشا گابریل (انگلیسی: Misha Gabriel؛ زادهٔ ۱۳ مهٔ ۱۹۸۷) یک هنرپیشه، و رقصنده اهل ایالات متحده آمریکا است.

## فیلم شناسی
- استپ آپ:انقلاب